# Konstantin Zečević
Konstantin Zečević (Arilje, 1922. január 8. – Belgrád, 2015. április 5.) jugoszláv-szerb nemzetközi labdarúgó-játékvezető.

## Pályafutása

### Nemzeti játékvezetés
Az I. Liga játékvezetőjeként 1968-ban vonult vissza.

#### Mérkőzései az NBI-ben
| Időpont             | Helyszín             | Mérkőzés   | Eredmény | Nézők száma |
| ------------------- | -------------------- | ---------- | -------- | ----------- |
| 1962. augusztus 19. | Népstadion, Budapest | FTC–Honvéd | 2 : 3    | 65 000      |
| 1962. augusztus 26. | Népstadion, Budapest | MTK–Honvéd | 2 : 2    | 50 000      |

#### Nemzeti kupamérkőzések
Vezetett kupadöntők száma: 1.

##### Jugoszláv labdarúgókupa
| Időpont         | Helyszín             | Mérkőzés típusa | Mérkőzés                           | Eredmény |
| --------------- | -------------------- | --------------- | ---------------------------------- | -------- |
| 1963. május 26. | JNA Stadion, Belgrád | döntő           | GNK Dinamo Zagreb–HNK Hajduk Split | 4 : 1    |

### Nemzetközi játékvezetés
A Jugoszláv labdarúgó-szövetség Játékvezető Bizottsága (JB) terjesztette fel nemzetközi játékvezetőnek, a Nemzetközi Labdarúgó-szövetség (FIFA) 1961-től tartotta nyilván bírói keretében. Több nemzetek közötti válogatott és klubmérkőzést vezetett, vagy működő társának partbíróként segített. A jugoszláv nemzetközi játékvezetők rangsorában, a világbajnokság-Európa-bajnokság sorrendjében többedmagával a 7. helyet foglalja el 3 találkozó szolgálatával. Az aktív nemzetközi játékvezetéstől 1968-ban búcsúzott. Válogatott mérkőzéseinek száma: 8.

#### Labdarúgó-világbajnokság
A világbajnoki döntőhöz vezető úton Angliába a VIII., az 1966-os labdarúgó-világbajnokságra a FIFA JB bíróként alkalmazta. A FIFA JB elvárásának megfelelően, ha nem vezetett, akkor valamelyik működő társának segített partbíróként. Egy csoportmérkőzésen és az egyik negyeddöntőben volt a játékvezető partbírója. Világbajnokságon vezetett mérkőzéseinek száma: 1 + 2 (partbíró).

##### 1966-os labdarúgó-világbajnokság

###### Selejtező mérkőzés
| Időpont              | Helyszín               | Mérkőzés típusa           | Mérkőzés          | Eredmény | Nézők száma |
| -------------------- | ---------------------- | ------------------------- | ----------------- | -------- | ----------- |
| 1965. június 27.     | Lenin Stadion, Moszkva | előselejtező (7. csoport) | Szovjetunió–Dánia | 6 : 0    | 84 134      |
| 1965. szeptember 26. | Slavia Stadion, Szófia | előselejtező (1. csoport) | Bulgária–Belgium  | 3: 0     | 25 380      |

###### Világbajnoki mérkőzés
| Időpont          | Helyszín                       | Mérkőzés típusa             | Mérkőzés       | Eredmény | Nézők száma |
| ---------------- | ------------------------------ | --------------------------- | -------------- | -------- | ----------- |
| 1966. július 16. | Villa Park Stadion, Birmingham | csoportmérkőzés (B csoport) | NSZK–Argentína | 0 : 0    | 51 000      |

#### Nemzetközi kupamérkőzések
Vezetett kupadöntők száma: 1.

##### Interkontinentális kupa
Ebben az időben a mérkőzésre három nemzetközi játékvezetők küldtek és a helyszínen, a mérkőzés előtt sorsolták ki, hogy ki vezeti a mérkőzést, ki milyen partbírói pozíciót foglal el.
| Időpont           | Helyszín                 | Mérkőzés típusa        | Mérkőzés                                    | Eredmény | Nézők száma |
| ----------------- | ------------------------ | ---------------------- | ------------------------------------------- | -------- | ----------- |
| 1968. október 16. | Old Trafford, Manchester | döntő második mérkőzés | Manchester United FC–Estudiantes (argentin) | 1 : 1    | 63 428      |

##### Kupagyőztesek Európa-kupája
| Időpont          | Helyszín                           | Mérkőzés típusa                 | Mérkőzés          | Eredmény |
| ---------------- | ---------------------------------- | ------------------------------- | ----------------- | -------- |
| 1964. március 7. | Şükrü Saracoğlu Stadion, Isztambul | egyik negyeddöntő (2. mérkőzés) | Fenerbahçe SK–MTK | 3 : 1    |

##### Vásárvárosok kupája
| Időpont           | Helyszín                   | Mérkőzés típusa                 | Mérkőzés                      | Eredmény |
| ----------------- | -------------------------- | ------------------------------- | ----------------------------- | -------- |
| 1965. április 7.  | Üllői úti Stadion Budapest | egyik negyeddöntő (1. mérkőzés) | Ferencvárosi TC–Athletic Club | 1 : 0    |
| 1965. november 3. | Újpesti Stadion, Budapest  | második forduló (1. mérkőzés)   | Újpesti Dózsa–Everton FC      | 3 : 0    |

#### A magyar labdarúgó-válogatott mérkőzései (1902–1929)
| Időpont           | Helyszín             | Mérkőzés típusa          | Mérkőzés                   | Eredmény | Nézők száma |
| ----------------- | -------------------- | ------------------------ | -------------------------- | -------- | ----------- |
| 1964. október 11. | Népstadion, Budapest | 407. válogatott mérkőzés | Magyarország–Csehszlovákia | 2 : 2    | 60 000      |